# أنشطة وكالة الاستخبارات المركزية في كولومبيا
تركز وكالة الاستخبارات المركزية على محاربة نزاعين رئيسيين،زراعة الكوكايين والاتجار به، والجماعات المتطرفة المحلية في كولومبيا.تعتبر القوات المسلحة الثورية الكولومبية (فارك) إحدى الجماعات المتطرفة الرئيسية في كولومبيا.تسببت القوات المسلحة الثورية لكولومبيا في قتل مدنيين أبرياء، مما جعلها على رأس أولويات وكالة المخابرات المركزية.تدور أنشطة وكالة المخابرات المركزية بشكل كبير حول وقف إنتاج الكوكايين ووقف القوات المسلحة الثورية لكولومبيا.

## كولومبيا 1991
كجزء من نشاط مكافحة المخدرات العابر للحدود، مولت وكالة المخابرات المركزية شبكة استخبارات عسكرية في كولومبيا في عام1991. متحدثًا نيابة عن نائب مدير المخابرات، تحدث ديفيد كاري، مدير مركز مكافحة الجريمة والمخدرات في الحركة الجوية الدولية:
- الاتجاهات في النشاط الإجرامي عبر الوطني
- تأثير الجريمة والفساد على الاستقرار السياسي والاقتصادي في الدول الأجنبية
- توسيع الشبكات الدولية والتعاون بين المنظمات الإجرامية.

ووصف كاري أن تجارة المخدرات غير المشروعة يمكن أن تمتد إلى مناطق أخرى، بما في ذلك تهريب الأجانب غير الشرعيين."على الرغم من أن جماعات الجريمة المنظمة تبدو متورطة بشكل هامشي فقط في سوق الأسلحة الرمادية التي يهيمن عليها الوسطاء المستقلون والمصدرون الفاسدون وشركات الاستيراد فإن الصراعات في البلقان وفي الاتحاد السوفيتي السابق شجعت المنظمات الإجرامية الإيطالية والروسية في خاصة لتوسيع مشاركتهم في تهريب الأسلحة.
"مع نمو المنظمات الإجرامية في التطور وتوسيع شبكاتها، يمكن أن تشارك بشكل متزايد في دعم الانتشار والأنشطة الإرهابية.كما يمكن لشبكاتهم وآلياتهم الخاصة بالصفقات المالية غير المشروعة أن تجعلهم لاعبين أكبر في انتهاكات العقوبات الدولية.

وجد الدكتور بروس مايكل باجلي، من جامعة ميامي، أن سياسة الولايات المتحدة لمكافحة المخدرات في كولومبيا تأتي بنتائج عكسية.
يبحث هذا المقال في تأثير سياسات مكافحة المخدرات في الولايات المتحدة وكولومبيا على تطور زراعة المخدرات وتهريب المخدرات والعنف السياسي في كولومبيا خلال التسعينيات.وتتمثل أطروحتها المركزية في أن الحرب المدعومة من واشنطن وبوغوتا على المخدرات في كولومبيا على مدار العقد لم تفشل فقط في كبح نمو تجارة المخدرات الكولومبية والفساد المصاحب لها، ولكنها في الواقع أثبتت أنها تأتي بنتائج عكسية.وكان من بين أهم النتائج غير المقصودة انفجار أنشطة زراعة المخدرات وإنتاجها، وانتشار الجريمة المنظمة وانتشارها، واتساع وتكثيف العنف السياسي وحرب العصابات في البلاد.نتيجة لذلك، واجهت كولومبيا في بداية عام2000 تهديدات أكثر خطورة لأمنها القومي واستقرارها السياسي مما كانت عليه في عام 1990... التصعيد الهائل لاستراتيجيات مكافحة المخدرات المعيبة في العقد الماضي الذي اقترحته إدارة كلينتون في من المرجح أن يؤدي كانون الثاني/يناير2000 إلى تفاقم مشاكل كولومبيا المستمرة المتمثلة في تصاعد العنف وانعدام الأمن أكثر من حلها.
زعم أحد المؤلفين، الصحفي المستقل فرانك سميث، الذي كتب في ذا بروغريسف، وهي مجلة ذات منظور يساري واضح، أن جهود وكالة المخابرات المركزية لمكافحة المخدرات كانت مرتبطة بالدعم السري لفرق الموت اليمينية:
باسم مكافحة المخدرات، مولت وكالة المخابرات المركزية شبكات استخبارات عسكرية جديدة هناك في عام1991.لكن الشبكات الجديدة لم تفعل سوى القليل لوقف تجار المخدرات.وبدلاً من ذلك، قاموا بدمج مجموعات شبه عسكرية غير شرعية في صفوفهم وعززوا فرق الموت.قتلت فرق الموت هذه النقابيين وزعماء الفلاحين ومراقبي حقوق الإنسان والصحفيين وغيرهم من «المخربين» المشتبه بهم.تشير الأدلة، بما في ذلك الوثائق العسكرية الكولومبية السرية، إلى أن وكالة المخابرات المركزية قد تكون أكثر اهتمامًا بمحاربة حركة المقاومة اليسارية أكثر من محاربة المخدرات.
كولومبيا، مثل العديد من دول أمريكا اللاتينية، لديها مشاكل مع الجماعات العنيفة على اليسار واليمين. قال فرناندو كوبيدس، أستاذ علم الاجتماع: «لم يكن هذا عملاً رومانسيًا لقد كان عملاً واقعيًا»، بينما كان يصفق لنزع سلاح الفرق، يشك في أن دوافعهم هي الإيثار«.قُتل قادة الفرق، بدءًا من إطلاق النار في يوليو على غونزالو بيريز، مؤسس ما يسمى مجموعات الدفاع الذاتي المدنية.وقتل هنري نجل السيد بيريز، الذي أصبح قائداً بالنيابة، بعد أسبوعين، وتوفي ولدان آخران في هجوم في أكتوبر/تشرين الأول. ساعدت عائلة بيريز، بموافقة الجيش، في إنشاء المنظمات في الستينيات والسبعينيات من القرن الماضي في وادي ماجدالينا في وسط كولومبيا. في تلك الأيام كانوا عبارة عن عصابات فلاحية بسيطة، تحمي بعضها البعض من رجال العصابات الذين يختطفون أصحاب الأراضي».
وتابعت مقالة صحيفة التايمز،".. في الثمانينيات، بدأ تجار المخدرات في شراء مساحات شاسعة من الأراضي في المنطقة وصبوا الأموال في هذه الجماعات المسلحة حتى يتم حماية مصالحهم أيضًا. تحولت عصابات الفلاحين إلى جيوش خاصة. تعتقد منظمات حقوق الإنسان أن هذه الجيوش الخاصة، في إطار حماسها لتخليص المنطقة من المقاتلين وأنصارهم، قد ارتكبت بعض أسوأ المذابح في تاريخ كولومبيا الحديث.

يتحدث مقال لـ هيومن رايتس ووتش من عام 1994 عن انتهاكات حقيقية للغاية في كولومبيا، لكنه لا يذكر مصادر غير كولومبية.
معظم الأفراد لديهم دفاعات قليلة ضد الجريمة. بعيدًا عن اعتبارها حامية للمجتمع، غالبًا ما يُنظر إلى الشرطة الكولومبية على أنها أشرار. مرارًا وتكرارًا، وجد المحققون الحكوميون وجماعات حقوق الإنسان أدلة تربط الشرطة بالجرائم وانتهاكات حقوق الإنسان. في بوغوتا، وجدت دراسة أجراها رئيس المكتب الدائم لحقوق الإنسان أن ربع الشكاوى التي تلقوها بين مارس/ آذار 1993 ومارس/آذار 1994 تتعلق بشرطة، متورطة في محاولات قتل وضرب وتفتيش غير قانوني.
ومع ذلك، لم يرد ذكر أي مشاركة غير كولومبية في مقال هيومن رايتس ووتش. يصف المقال مشكلة حقيقية في كولومبيا، لكنه يتحدث عن الانتهاكات على أنها من الكولومبيين، وأحيانًا مجهولة الهوية، ويتحدث أيضًا عن فشل الحكومة الكولومبية في السيطرة على الانتهاكات.

قال سميث:
لكن وكالة المخابرات المركزية لا تزال مؤسسة للحرب الباردة. لا يزال العديد من الضباط، وخاصة داخل جناح العمليات السرية، يرون الشيوعيين خلف كل باب. إنهم يحافظون على علاقات حميمة مع القوات العسكرية اليمينية التي تنخرط في جميع أنحاء العالم ". في وقت لاحق من المقال، قدم تنويهًا مفاده أنه في عام 1994، اتهمت منظمة العفو الدولية البنتاغون بالسماح بتحويل مساعدات مكافحة المخدرات إلى عمليات مكافحة التمرد التي تؤدي إلى انتهاكات حقوق الإنسان. ونفى مسؤولون أميركيون، بمن فيهم الجنرال باري آر ماكافري، قيصر المخدرات في إدارة كلينتون والذي كان حينها مسؤولاً عن القيادة الجنوبية للولايات المتحدة، ذلك علناً. لكن عند عودته إلى المكتب، أمر ماكافري بإجراء تدقيق داخلي.
هناك إشارة إلى ماكافري في ورقة مفصلة إلى حد ما من قبل الأستاذ بجامعة ميامي، بروس مايكل باجلي يقدم مقالته:
يبحث هذا المقال في تأثير سياسات الحكومة الأمريكية والكولومبية لمكافحة المخدرات على تطور زراعة المخدرات وتهريب المخدرات والعنف السياسي في كولومبيا خلال التسعينيات.وتتمثل أطروحتها المركزية في أن الحرب المدعومة من واشنطن وبوغوتا على المخدرات في كولومبيا على مدار العقد لم تفشل فقط في كبح نمو تجارة المخدرات الكولومبية والفساد المصاحب لها، ولكنها في الواقع أثبتت أنها تأتي بنتائج عكسية.وكان من بين أهم النتائج غير المقصودة انفجار أنشطة زراعة المخدرات وإنتاجها، وانتشار الجريمة المنظمة وانتشارها، واتساع وتكثيف العنف السياسي وحرب العصابات في البلاد.ونتيجة لذلك، واجهت كولومبيا في بداية عام2000 تهديدات أكثر خطورة لأمنها القومي واستقرارها السياسي مما كانت عليه في عام 990.يخلص المقال إلى أن التصعيد الهائل لاستراتيجيات مكافحة المخدرات المعيبة في العقد الماضي التي اقترحتها إدارة كلينتون في يناير2000 من المرجح أن يؤدي إلى تفاقم مشاكل كولومبيا المستمرة المتمثلة في تصاعد العنف وانعدام الأمن بدلاً من حلها
يستنتج:
من الواضح أن إستراتيجية واشنطن الحالية تجاه كولومبيا ترضي لا المتشددين ولا الإصلاحيين.في الواقع، يسعى إلى تخطي الخط الفاصل بينهما. تظل حرب المخدرات الأولوية الرسمية ومراقبة حقوق الإنسان شرط للمساعدة الأمريكية. ومع ذلك، سيتم توجيه الجزء الأكبر من المساعدة الأمريكية إلى الجيش الكولومبي بدلاً من الإصلاحات الاجتماعية والاقتصادية والمؤسسية.قد تثبت إستراتيجية "المسارين"هذه أنها قادرة على دعم النظام السياسي الكولومبي على الأقل خلال السنوات القليلة المقبلة، ولكن من غير المرجح أن تعزز السلام الدائم أو الاستقرار السياسي الدائم في العقد المقبل.
بالعودة إلى مقال سميث،
ووجدت أن13من أصل14وحدة من وحدات الجيش الكولومبي التي استشهدت بها منظمة العفو الدولية على وجه التحديد لارتكاب انتهاكات قد تلقت سابقًا إما تدريبات أو أسلحة أمريكية
وفقا لسميث، نشرت منظمة العفو هذه الوثائق في عام1996.ولا توجد أي إشارة إليها على موقع منظمة العفو الدولية. كان هناك تقرير سنوي1999 حول فرق الموت في كولومبيا، لكنه لم يذكر أي تورط غير كولومبي، باستثناء لجنة الأمم المتحدة لحقوق الإنسان."تمت معالجة بعض هذه الشواغل في بيان صادر عن رئيس اللجنة أعرب فيه عن القلق إزاء خطورة وحجم انتهاكات حقوق الإنسان وخروقات القانون الإنساني الدولي، وحث الحكومة، في جملة أمور، على اتخاذ خطوات لإنهاء الإفلات من العقاب واتخاذ إجراءات فعالة لمنع النزوح الداخلي.ورحبت اللجنة بالاتفاق مع الحكومة الكولومبية لتمديد ولاية مكتب مفوض الأمم المتحدة السامي لحقوق الإنسان في كولومبيا حتى أبريل1999 ".لكن الوضع الذي وصفته منظمة العفو الدولية كان:
قُتل أكثر من 1000مدني على أيدي قوات الأمن أو الجماعات شبه العسكرية التي تعمل بدعمها أو برضاها. تعرض العديد من الضحايا للتعذيب قبل قتلهم.اختفى ما لا يقل عن 150شخصا. تعرض نشطاء حقوق الإنسان للتهديد والاعتداء؛ قُتل ستة على الأقل. استمرت عمليات القتل على غرار فرق الموت في المناطق الحضرية.ووجهت إلى عدد من ضباط الجيش تهم تتعلق بانتهاكات حقوق الإنسان.استمر العديد من الآخرين في التهرب من المساءلة. كانت جماعات المعارضة المسلحة مسؤولة عن العديد من الانتهاكات لحقوق الإنسان، بما في ذلك القتل المتعمد والتعسفي وأخذ مئات الرهائن. انتخب مرشح حزب المحافظين أندريس باسترانا أرانجو رئيسًا وتولى منصبه في أغسطس. أعلن على الفور عن استعداده للتفاوض مع جماعات المعارضة المسلحة لإنهاء عقود من النزاع المسلح. خلال الحملة الرئاسية، أعربت كل من جماعات المعارضة المسلحة الرئيسية، والقوات المسلحة الثورية لكولومبيا، وجيش التحرير الوطني عن استعدادها للدخول في محادثات مع القوات المسلحة القادمة. الحكومي.

## كولومبيا 1999
عندما استولى الجيش الكولومبي على بعض البنادق في منتصف عام1999، ساعدت وكالة المخابرات المركزية في تعقبها، ووجدت أنها قد تم تحويلها من شحنة أردنية إلى كولومبيا في عام1998، تم إبلاغ هذا الاكتشاف على الفور إلى البيت الأبيض ووزارة الخارجية ومسؤولي الدفاع.

## كولومبيا 2002
ووفقًا لتقرير في صحيفة لوس أنجلوس تايمز، فقد زودت وكالة المخابرات المركزية صانعي السياسة الأمريكيين بتقارير، لم يتم تأكيدها بالكامل، عن قائد الجيش الكولومبي المدعوم من الولايات المتحدة، الجنرال. تعاون ماريو مونتويا أوريبي مع الميليشيات اليمينية التي تعتبرها واشنطن منظمات إرهابية، بما في ذلك ميليشيا يقودها أحد كبار تجار المخدرات في البلاد.
وتقول المقالة إن «الكشف عن المزاعم المتعلقة بقائد الجيش يأتي في الوقت الذي يخضع فيه المستوى العالي من الدعم الأمريكي لحكومة كولومبيا للتدقيق من قبل الديمقراطيين في الكونجرس».تعد كولومبيا ثالث أكبر متلق للمساعدات الخارجية الأمريكية، وإذا ثبتت الادعاءات، فقد تزيد الضغط لتقليل أو إعادة توجيه تلك المساعدة لأن مونتويا كانت المفضلة لدى البنتاغون وشريكًا مهمًا في إستراتيجية مكافحة التمرد التي تمولها الولايات المتحدة.تسمى خطة كولومبيا
وفقًا لوثيقة وكالة المخابرات المركزية التي قُدمت إلى المراسلين، أفادت وكالة استخبارات غربية حليفة من مصدر مجهول بوجود مثل هذه الروابط خلال هجوم ميديلين عام 2002 ضد القوات المسلحة الثورية لكولومبيا(فارك) تحت عنوان «عملية أوريون»
بينما اعتُبرت العملية ناجحة، كانت هناك مزاعم بأن أكثر من 40شخصًا قد اختفوا أثناء العملية وأن الفراغ الوشيك في السلطة ملأته القوات شبه العسكرية.واعتبرت وكالة المخابرات الغربية المذكورة في التقرير أن مصدر الادعاء لم يثبت بعد.وقال ملحق دفاعي في سفارة الولايات المتحدة في بوغوتا لصحيفة لوس أنجلوس تايمز إن «هذا التقرير يؤكد المعلومات التي قدمها مصدر مثبت».
كان الجنرال ماريو مونتويا قائد قوة شرطة المنطقة خلال العملية. يستشهد التقرير بمخبر ادعى أن خطط الهجوم قد وقعها الجنرال مونتويا وزعيم القوات شبه العسكرية فابيو جاراميلو، الذي كان تابعًا لدييجو فرناندو موريللو بيخارانو، المعروف أيضًا باسم دون بيرنا. اشتهر دون بيرنا بتوليه تجارة المخدرات حول ميديلين بعد مقتل ملك المخدرات بابلو إسكوبار
نفى رئيس كولومبيا ألفارو أوريبي (لا علاقة له بمونتويا أوريبي) وجود أي صلات بين حكومته والقوات شبه العسكرية.

## كولومبيا 2003
قوات الجيش الكولومبي تبحث عن ثلاثة متعاقدين مع وزارة دفاع الولايات المتحدة اختطفتهم القوات المسلحة الثورية لكولومبيا، الذين تم أسرهم بعد تحطم طائرة سيسنا في الريف الكولومبي.تصف القوات المسلحة الثورية لكولومبيا هؤلاء الأفراد بأنهم «عملاء گرینگو لوكالة المخابرات المركزية».

## كولومبيا 2005

### تحليل الذكاء
كجزء من شهادة أمام لجنة المخابرات بمجلس الشيوخ في أوائل عام 2005،ذكر بورتر جوس أن الجماعات المتطرفة في كولومبيا، وعلى رأس القائمة فارك، كانت مصدر قلق للولايات المتحدة. وأشار إلى أنه ستكون هناك انتخابات عام 2006، وحذر من أن «التقدم ضد مكافحة المخدرات والإرهاب في ظل القيادة الناجحة للرئيس أوريبي، قد يتأثر بالانتخابات».

## كولومبيا 2007
لم تكن التقارير عن حدث عام2002 مرتبطة بوكالة المخابرات المركزية، لذلك يبدو أن التمويل لا يأتي مباشرة من وكالة المخابرات المركزية، ولكن من وزارة الخارجية أو الدفاع. في 16أبريل، وفقًا لمنظمة هيومن رايتس ووتش، أكدت وزيرة الخارجية كوندوليزا رايس أن الحكومة والقوات المسلحة الكولومبية تحرزان تقدمًا في مجال حقوق الإنسان. إلى أن لا يتم تأكيد أو رفض مزاعم تعاون مونتويا المحتمل، على الرغم من أن العديد من المنظمات توصي بضرورة استمرار الكونغرس الأمريكي في تعليق المساعدة العسكرية لكولومبيا حتى يتم التحقيق بشكل شامل في الصلات المزعومة بين الجماعات شبه العسكرية ومسؤولي الدولة، منظمة العفو الدولية في الولايات المتحدة الأمريكية، المركز الدولي بوليسي، هيومن رايتس ووتش، مكتب الولايات المتحدة في كولومبيا ومكتب واشنطن لأمريكا اللاتينية.
في 16 أبريل، علق الكونجرس الأمريكي التمويل المتبقي للسنة المالية 2006 للقوات المسلحة الكولومبية. من الواضح أن الكونجرس قد أوقف التمويل المتبقي البالغ 55.2مليون دولار بدافع القلق بشأن الصلات المزعومة بين قائد الجيش الكولومبي والمجموعة اليمينية شبه العسكرية المعروفة باسم قوات الدفاع الذاتي المتحدة في كولومبيا، وهي منظمة إرهابية أجنبية صنفتها الولايات المتحدة، خصومها الرئيسيون، المدرجون أيضًا على القائمة الأمريكية للمنظمات الإرهابية، هم فارك اليساريون وجيش التحرير الوطني.

## كولومبيا 2008
أنقذ الجيش الكولومبي الرهائن المحتجزين لدى القوات المسلحة الثورية لكولومبيا، بمن فيهم متعاقدون محتملون مع وكالة المخابرات المركزية، في 2 يوليو/تموز 2008.